# توقيت توفالو
يُحدد توقيت توفالو بواسطة توقيت توفالو (TVT) (ت ع م+12:00). لا تلتزم توفالو حالياً بالتوقيت الصيفي.